# Conseil varois des territoires et du développement
Le Conseil varois des territoires et du développement est une institution intercommunale créée le 10 janvier 2012 par diverses communes du département du Var.
Cette institution a pour objet d'être un outil de concertation et de réflexion destiné à favoriser la prise de décisions communes en matière d'aménagement du territoire, d'économie, de tourisme, de mobilité, de transports, de logement, de formation, d'environnement, etc.
Elle peut être consultée sur tous les documents d'orientation, de planification et de stratégie d'échelle interrégionale, régionale, départementale et intercommunale liés aux thématiques précitées. Elle se veut un organe de concertation entre ses membres et en direction de la région PACA, mais également un partenaire actif dans le domaine de la coopération décentralisée.

## Sources internet
- Sur Blog.TV.83

## Sources écrites
- Création à la préfecture de Toulon le 10 janvier 2012.